# 방어의 기둥 작전
방어의 기둥 작전(히브리어: עַמּוּד עָנָן)은 2012년 11월 이스라엘 방위군 (IDF)이 하마스가 통치하는 가자 지구에서 8일간 군사 작전을 한 것이다. 2012년 11월 14일 이스라엘의 공습으로 가자 지구 하마스 군부대 사령관인 아흐메드 자바리가 살해되면서 시작되었다.